# TRAPPIST-1h
TRAPPIST-1hは、地球から見てみずがめ座の方向に39.4光年離れた位置にある赤色矮星TRAPPIST-1を公転している太陽系外惑星である。

## 発見
発見時、すでにTRAPPIST-1系には、TRAPPIST-1b、TRAPPIST-1c、TRAPPIST-1dの3つの惑星の存在が知られていたが、2016年9月19日から9月20日にかけて、スピッツァー宇宙望遠鏡がTRAPPIST-1を追加観測した際、新たにTRAPPIST-1e、f、g、hの4惑星が発見された。

## 特徴
| 地球 | TRAPPIST-1h |
| ---- | ----------- |
| 地球 | Exoplanet   |

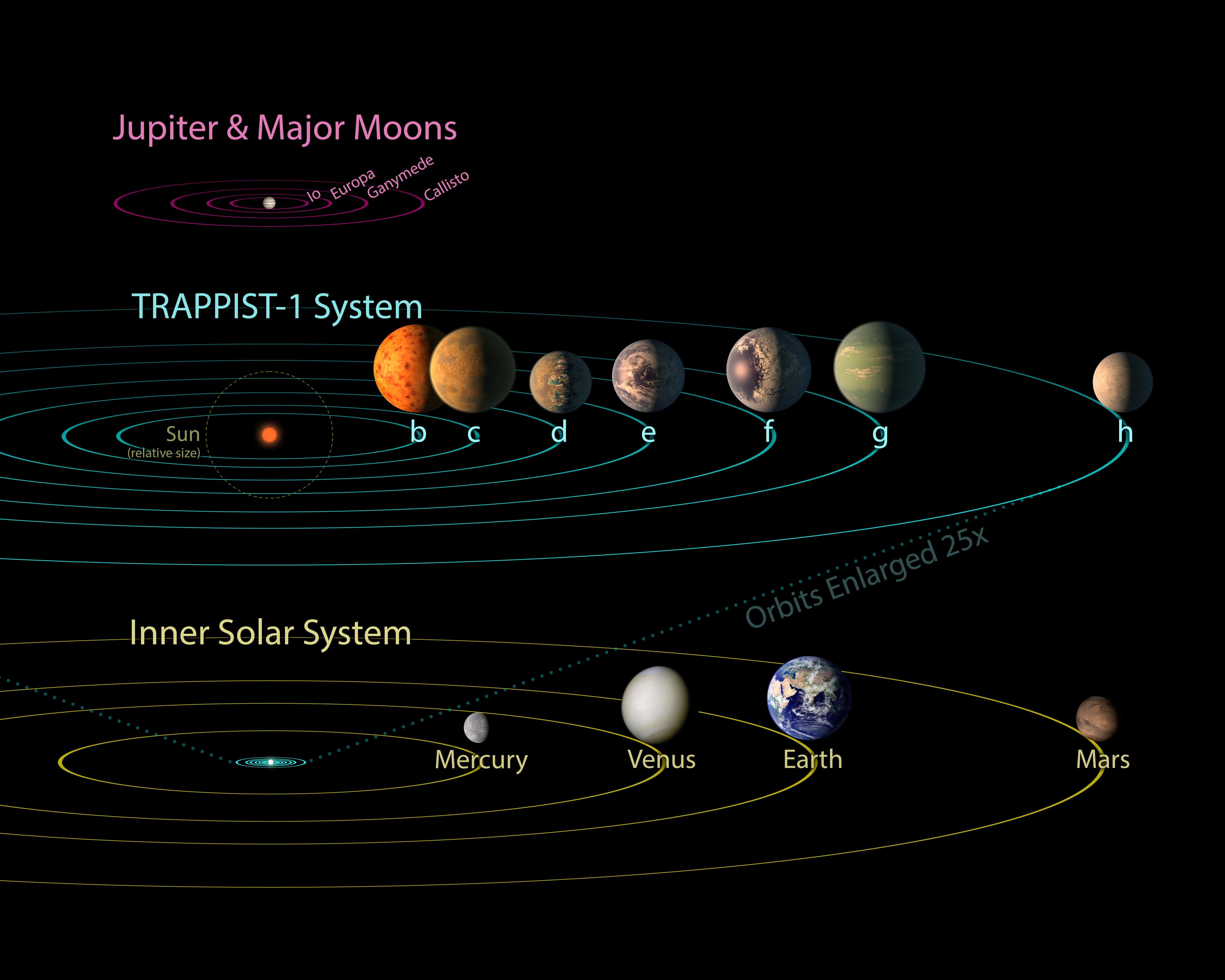
TRAPPIST-1系(真ん中)、太陽系の内惑星系(下)、木星のガリレオ衛星(上)の軌道を比較した図

TRAPPIST-1hは、半径が地球の0.715倍で、これは地球と火星のほぼ中間にあたる。TRAPPIST-1系の惑星では唯一、質量が分かっていなかったが、2017年4月に、地球の8.6%しか質量がない事が判明した。その大きさから、TRAPPIST-1hは地球のような岩石惑星であると推測されている。TRAPPIST-1の7つの惑星の中では、一番外側を公転しているが、それでも0.0596au(約892万km)しか離れておらず、これは太陽から水星までの距離(0.387au)の約5分の1しかない。しかし、主星のTRAPPIST-1が「超低温矮星」と呼ばれる、恒星の中でも最小級の分類に属されるため、主星から受ける熱やエネルギーはそれほど大きくないであろう。公転周期は約18.76日。また、TRAPPIST-1系の中では唯一、他の惑星との軌道共鳴を起こしていないとされている。

### 液体水の存在の可能性
TRAPPIST-1hの表面温度は168K(-105℃)とされている。TRAPPIST-1のハビタブルゾーンの外側を公転しているため、表面は氷で覆われている可能性がある。但し、中心核の過活動、もしくは、主星であるTRAPPIST-1と内側を回る6つの惑星との潮汐力のどちらかに因って起きる内部の熱が表層上にまで出現し、更にその熱によって氷が解けた結果、発生した気体に水素分子(H2)が大量に含まれている場合はその限りではなく、大気及び液体の水が存在する可能性がある。